# Jacintha Weimar
Jacintha Anouchka Weimar (nacida el 11 de junio de 1998) es una futbolista profesional neerlandesa que juega como portera en el club Feyenoord de la Eredivisie.

## Trayectoria
Graduada de CTO Eindhoven, Weimar se unió al club Bayern de Múnich de la Bundesliga Femenina en junio de 2016. Después de pasar una temporada en el SC Sand, se mudó al recién formado club Eredivisie Feyenoord en julio de 2021. En abril de 2022, firmó una extensión de contrato por dos años con el club hasta junio de 2024.

## Carrera internacional
Weimar es una exfutbolista internacional juvenil holandesa. Fue incluida en la plantilla de la selección nacional para la Copa Mundial Femenina Sub-20 de la FIFA 2018.
En abril de 2022, Weimar fue convocada por primera vez a la selección nacional. Inicialmente nombrada en la lista de espera para la Eurocopa Femenina de la UEFA 2022, se agregó al equipo de 23 jugadoras luego de la lesión de Sari van Veenendaal.

## Vida personal
Weimar nació en los Países Bajos de padre holandés y madre surinamesa. Además de jugar para el Feyenoord, también es entrenadora social en la Fundación Feyenoord. Tiene una relación con su novia Joyce DeReus desde el 2019.